# Dinochernes vanduzeei
Espèce
Synonymes
- Chelanops vanduzeei Chamberlin, 1923

Dinochernes vanduzeei est une espèce de pseudoscorpions de la famille des Chernetidae.

## Distribution
Cette espèce est endémique de Basse-Californie du Sud au Mexique. Elle se rencontre sur Coronados.

## Description
La femelle holotype mesure 5 mm.
La femelle décrite par Muchmore en 1975 mesure 4,20 mm.

## Étymologie
Cette espèce est nommée en l'honneur d'Edward Payson Van Duzee.

## Publication originale
- Chamberlin, 1923 : New and little known pseudoscorpions, principally from the islands and adjacent shores of the Gulf of California. Proceedings of the California Academy of Sciences, sér. 4, vol. 12, no 17, p. 353-387 (texte intégral).